# Lastênia de Mantineia
Lastênia de Mantineia (português brasileiro) ou Lasténia de Mantineia (português europeu), também Lasteneia (em grego:  Λασθένεια Μαντινική), foi uma discípula de Platão originária em Mantineia. Assim como Asioteia de Flios, estudou na Academia de Platão disfarçando-se com roupas masculinas. Depois da morte de Platão continuou os estudos com Espeusipo, sobrinho de Platão. Ateneu cita que o tirano Dionísio reprovou Espeusipo por causa da sua ligação com a hetera Lastênia da Arcádia.
Um fragmento de papiro dos Papiros de Oxirrinco menciona uma mulher não identificada que estudou com Platão, Espeusipo, e então com Menedemo de Erétria. O fragmento explica ainda que "na adolescência ela era adorável e cheia de graça." Uma possível referência a Axioteia ou Lasteneia de Mantineia.